# Gentong (Taman Krocok)
Gentong is een bestuurslaag in het regentschap Bondowoso van de provincie Oost-Java, Indonesië. Gentong telt 2828 inwoners (volkstelling 2010).